# Piero Montecchi
Piero Montecchi, né le 1er mars 1963, à Reggio d'Émilie, en Italie, est un ancien joueur italien de basket-ball. Il évolue durant sa carrière aux postes de meneur et d'arrière. 

## Palmarès
- Champion d'Italie 1989
- Coupe des clubs champions : 1988
- Coupe intercontinentale 1987